# Apulien
Apulien (italienska: Puglia, latin: Apulia) är en region i södra Italien. Huvudort är Bari. Regionen hade cirka 3,91 miljoner invånare (2022), på en yta av 19 541 km².
Regionen gränsar till Adriatiska havet i öst, Joniska havet i sydost och Otrantosundet och Tarantobukten. Apulien har även landgräns mot de italienska regionerna Molise i nord, Kampanien i väst och Basilicata i sydväst samt maritim gräns mot Albanien, Bosnien och Hercegovina, Kroatien, Grekland och Montenegro.

## Historia
Apulien är en av de rikaste regionen på arkeologiska fynd. Regionen koloniserades först av den mykenska kulturen. På 700-talet f.Kr. expanderande antikens Grekland tills de nådde området Taranto och Salento i Magna Graecia. Apulien var skådeplatsen för andra puniska kriget år 218–202 f.Kr.

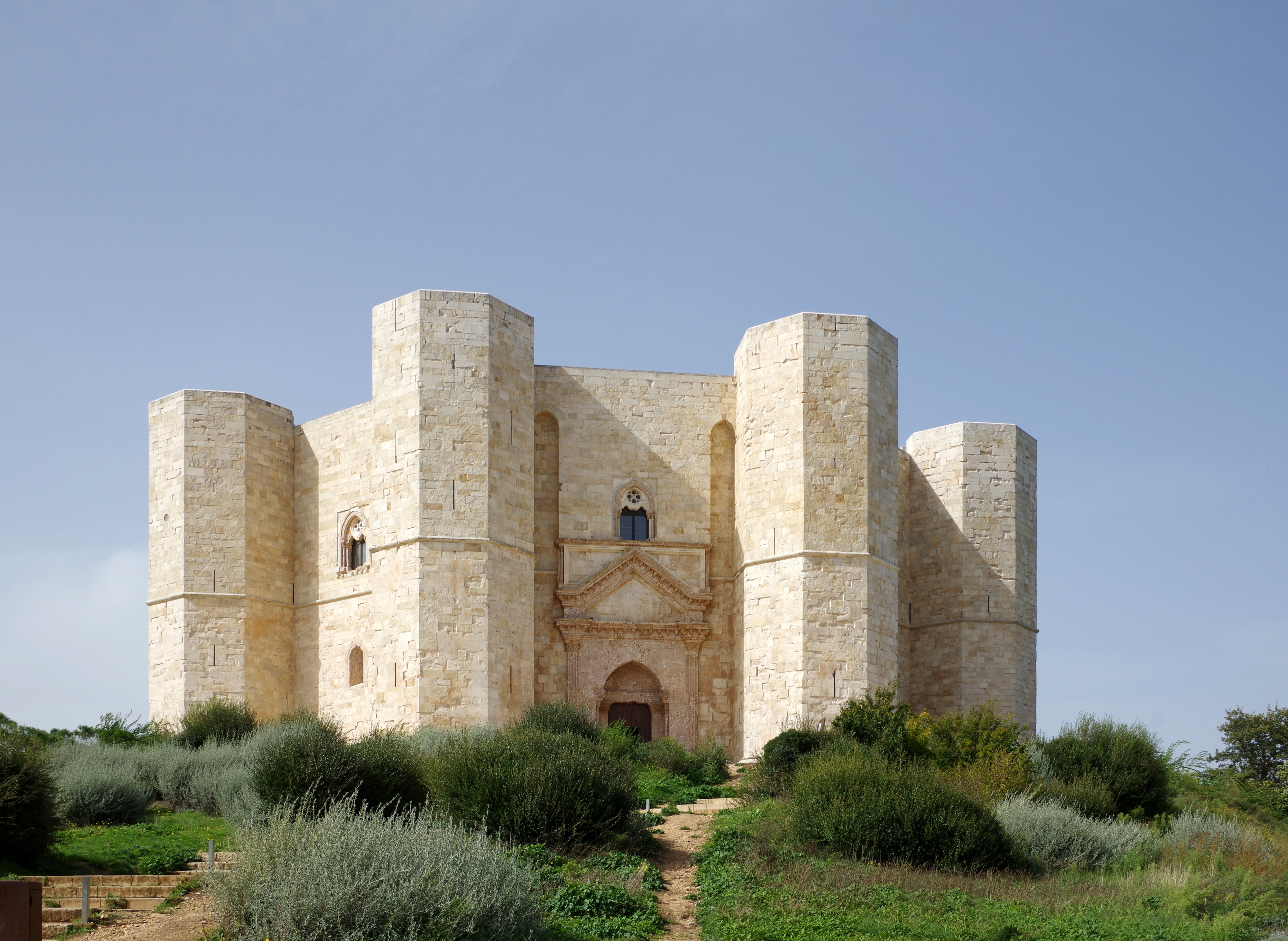
Castel del Monte.

Under medeltiden betecknades ofta hela södra Italien med namnet Apulien särskilt efter den tid, då normanderna där slog sig ned. Robert Guiscard blev i mitten av 1000-talet av påven gjord till hertig af Apulien Från det sena 1100-talet och under 1200-talet var regionen en favorithemvist för kejsarna av Hohenstaufen, särskilt Fredrik II. En rad av borgar byggdes av honom, inklusive Castel del Monte.
Efter 1282, då ön Sicilien förlorades blev Apulien en del av det nya kungariket Neapel och var det till Italiens enande på 1860-talet. Kungariket var självständigt under huset Anjou från 1282 till 1442, och sedan en del av kungariket Aragoniens ägor till 1458 då det åter blev självständigt under huset Trastámara till 1501. Som ett resultat av det fransk-spanska kriget 1501-1504 kom Neapel åter under aragonskt styre och tillhörde det spanska riket mellan 1504 och 1714. Kungariket Neapel var år 1799 ockuperat av Napoleons Frankrike som Parthenopeiska republiken. År 1808 slogs Neapel och Sicilien åter tillsammans som kungariket Bägge Sicilierna tills enandet.
År 1861 blev regionen en del av kungariket Italien vid Italiens enande.

## Geografi
Apulien är ett långsträckt kustlandskap som är beläget vid den sydöstra spetsen på den italienska halvön. Regionens sydligaste del är halvön som kallas Salento vilken utgör klacken på den italienska stöveln. I de centrala delarna ligger Murge, en gräsplatå. Regionen gränsar till Molise, Kampanien och Basilicata. Det är inte långt till Albanien, bara 80 kilometer sjövägen över sundet. Apulien är mestadels ett platt landskap, men i norr bryts landskapet av den bergiga halvön Gargano med den högsta toppen Monti Dauni på 1 150 m ö.h.
Regionens huvudort är Bari som ligger i den centrala delen av regionen. Andra viktiga städer är Taranto, Lecce, Foggia och Brindisi som dessutom är huvudorter i provinserna med samma namn. Brindisi är en viktig hamnstad för trafik mot Grekland.

### Provinser
Apuliens sex provinser är:
| Provins               | Yta (km²) | Folkmängd (2022) |
| --------------------- | --------- | ---------------- |
| Bari                  | 3 862,73  | 1 224 756        |
| Barletta-Andria-Trani | 1 542,93  | 379 251          |
| Brindisi              | 1 861,33  | 379 851          |
| Foggia                | 7 007,33  | 597 902          |
| Lecce                 | 2 798,88  | 772 276          |
| Taranto               | 2 467,33  | 558 130          |

## Ekonomi
Den huvudsakliga sysselsättningen i Apulien var förr jordbruk och fiske, men har snabbt skiftat mot industri. I regionen finns oljeraffinaderier, kemisk industri, järn och stål, cement, plastindustri och halvfabrikat. Det milda klimatet gör att regionen kan bjuda bördiga jordbruksmarker där det odlas mandel, oliver och spannmål. Apulien är Italiens största producent av olivolja. Apulien är numera ett viktigt vindistrikt där det produceras fina rödviner, främst av druvsorterna Primitivo, Negroamaro och Sangiovese. På en odlingsarea om 107 571 hektar producerar man årligen 7 580 000 hektoliter vin, varav 260 000 hektoliter är DOC-viner (se även den separata artikeln italienska viner).
Tillgången på vatten av god kvalitet har länge varit ett akut problem i Apulien, och man har fått leda vatten från floden Sele i Kampanien över Apenninerna via akvedukter.